# Santa María Tomatlán
Santa María Tomatlán es uno de los dieciséis pueblos originarios de la delegación de Iztapalapa, en México.

## Localización
Se localiza dentro de los límites de la delegación Iztapalapa, al sur oeste de la delegación, más específicamente se localiza a lo largo de Canal Nacional, colindando al oeste con el Pueblo San Francisco Culhuacán, de la delegación Coyoacán, y su territorio queda dividido por Avenida Tláhuac; aunque se considera que el pueblo original solo se localiza dentro de los límites que forman el Canal Nacional, Calle Fresnos, Calle Próspero García, Avenida Tláhuac y Calle Viveros a esta poligonal se considera como Pueblo Santa María Tomatlán, colinda con el Pueblo de San Andrés Tomatlán, Colonia Doce de Diciembre, Ampliación Santa María Tomatlán, Lomas Estrella 1.ª y 2.ª sección.
Para llegar a Santa María Tomatlán en transporte público se pueden usar las estaciones del sistema de transporte colectivo Metro, por la línea 12, las estaciones San Andrés Tomatlán y Lomas Estrella, siendo la más cercana a la parroquia y a la plazuela del Ahuejote la estación Lomas Estrella; en auto, autobús y transporte colectivo se puede llegar por Avenida Tláhuac en ambos sentidos y también se puede llegar por Trolebús con la ruta Ciudad Universitaria - Lomas Estrella.

## Festividades
Santa María Tomatlán tiene dos fiestas principales, las dos en honor a la Virgen María, la primera se celebra el 8 de septiembre, en Honor al Natalicio de la Virgen María, también se le conoce a esta fiesta como el día de la Fundación del Pueblo, se cree que en un principio esta era la fiesta principal de Tomatlán; Su gran Fiesta Patronal (o la Fiesta Grande) se celebra el 8 de diciembre en honor a la Purísima Concepción de María o a la Inmaculada Concepción de María, en donde a las 00:00 horas del 8 de diciembre se tocan las mañanitas a la Virgen Patrona del Pueblo de Tomatlán, hay quema de cohetes, portada floral de la iglesia, juegos mecánicos, quema del castillo, puestos de comida y baile. 
Cabe resaltar qué las organizaciones independientes a la mayordomía principal de la Iglesia de la Purísima Concepción generan por sí mismas los bailes y audiciones musicales referentes a la fiesta principal de diciembre, siendo la Organización "Los Compadres" la encargada del baile con banda sinaloense el primer sábado de La feria (cuya celebración se recorre al domingo posterior al 8 de diciembre) y la mayordomía del mariachi presenta artistas de primera categoría para amenizar las primeras horas del domingo. 
Por su parte la Organización "Arriba mi Tomatlán" es la encargada de la música a lo largo del día de la Octava, domingo encargado de cerrar las festividades de la Purísima Concepción. En esta festividad los mayordomos se dan a la tarea de amenizar con música de banda y norteño, desde las mañanitas, la comida en la cual se le ofrece de comer a todos los vecinos y mayordomías del pueblo, hasta llegar al baile nocturno para toda la comunidad de este pueblo originario. 
En Santa María Tomatlán otra fiesta importante es la que se lleva a cabo del 3 de mayo, por una parte es la celebración de la Santa Cruz, (el Pueblo tiene un par de cruces muy importantes para los pobladores, una está enfrente de la iglesia, en la calle de La Purísima, es una cruz de piedra volcánica típica de la región, la otra se encuentra sobre la calle de Próspero García y la calle de Fresnos, la cruz actual es una cruz de grano de mármol, (la original era de madera y se encuentra en la parroquia de San Andrés Tomatlán),  pero además de la Santa Cruz, en el pueblo se celebra también al Señor de la Salud, que es la imagen del Cristo principal de la parroquia y aunque es una celebración más modesta, se lleva a cabo con todos los elementos de la fiesta grande.
Las fiestas patronales son en lo general organizadas por las diferentes mayordomías que existen dentro del pueblo.
Lo que lo ha hecho famoso y representativo es su gran celebración de Carnaval, una de las más representativas de toda la delegación, a diferencia de otros pueblos y barrios de Culhuacán y de la Delegación Iztapalapa, Santa María Tomatlán solo se celebra un carnaval, el cual se le llama "Las Locas de santa María tomatlan", es cual es un carnaval muy modesto pero que lleva 100 años llevándose a cabo, donde como era costumbre solo los varones participan en el, con lo cual la mitad de los varones que participan están vestidos de mujer y solo se lleva a cabo un solo día.
También es llamativa su conmemoración de la Semana Santa. Hasta hace algunos años se adornaba la calle con ramas de árboles y con palmas, lo que le daba sensación de frescura aun siendo temporada calurosa. Sin embargo, el Domingo de Resurrección es el día más sobresaliente por sus adornos en el piso de la calle principal (Próspero García), hechos de aserrín pintado, alfalfa y pétalos de flores.
Un par de fiestas que comparten junto con los demás pueblos y barrios de Culhuacán, son las fiestas en honor a la Santísima Trinidad que es la fiesta más grande y vistosa que se lleva a cabo, donde todos los barrios (así se llaman por igual sean pueblos o barrios) de Culhuacán participan durante una semana completa en la celebración.
La otra fiesta es en honor a San Salvador el 6 de agosto, en donde el Pueblo de Santa María Tomatlán tiene varias reliquias de imágenes en honor a esta imagen, ese día se hace un recorrido desde la iglesia del Calvario en Culhuacán hasta Santa María Tomatlán y San Andrés Tomatlán.
Otras actividades importantes en el pueblo son las peregrinaciones de las imágenes del Señor de Chalma, el señor de Tepalcingo y la Virgen de Guadalupe a la Basílica. 
Otras fiestas que se llevan a cabo en el pueblo son:
La Celebración del Día de Muertos, donde en muchas casas aun se acostumbra poner una generosa ofrenda, hacer pan de muerto, ir a pedir calaverita, he ir al panteón, los más afortunados velan a sus santos difuntos en el panteón del pueblo en Culhuacán.
Las Fiestas Patrias, se acostumbra hacer jaripeos, palo encebado y no podía faltar la Reina de las Fiestas Patrias.
La quema de Toritos de Fin de Año.